# Västerbottens norra kontrakts domsaga
Västerbottens norra kontrakts domsaga, från 1820 Norrbottens domsaga, var en domsaga i Västerbottens län och senare Norrbottens län. Den bildades genom beslut den 18 december 1680 genom delning av Västerbottens domsaga. 1820 ändrades namnet till Norrbottens domsaga för att undvika förväxling med den nybildade Västerbottens norra domsaga. Namnet Norra Västerbottens domsaga användes från 1820 i den officiella statskalendern men inte på plats i domsagan. Enligt beslut den 19 januari och den 21 september 1838 delades Norrbottens domsaga på två delar: Norrbottens norra domsaga och Norrbottens södra domsaga.
Från 1680 till 1742 förvaltades Lapplandsdelen av domsagan inte av häradshövdingen utan av en så kallad justitiarie.
Domsagan lydde under Svea hovrätt.

## Tingslag
- Nederluleå tingslag
- Piteå tingslag
- Råneå tingslag
- Överluleå tingslag från 1831
- Överkalix tingslag
- Nederkalix tingslag
- Övertorneå tingslag
- Nedertorneå och Karl Gustavs tingslag
- Jukkasjärvi lappmarks tingslag från 1720 dock till 1742 i Norra lappmarkens domsaga
- Enontekis lappmarks tingslag från 1720 dock till 1742 i Norra lappmarkens domsaga
- Gällivare lappmarks tingslag från 1820
- Jokkmokks lappmarks tingslag från 1820
- Pajala tingslag från 1824

samt 
- Kemi lappmark till september 1809
- Torne lappmark till september 1809

Överfört till Ryssland genom freden i Fredrikshamn den 17 september 1809:
- Kemi lappmark
- del av Torne lappmark
- del av Nedertorneå och Karl Gustavs tingslag
- del av Övertorneå tingslag

## Häradshövdingar
| Ämbetstid                                               | Namn                                           | Levnadstid |
| ------------------------------------------------------- | ---------------------------------------------- | ---------- |
| (fullmakt 18 december 1680) 1680-1695                   | Henrik Winblad (1688 adlad Winblad von Walter) | ?-1695     |
| (fullmakt 15 januari 1696) 1696-1722                    | Olof Burman                                    |            |
| (fullmakt 27 september 1722) 1722-1756                  | Mikael Eurenius Höijer                         | ?-1756     |
| (fullmakt 6 december 1757) 1757-1775                    | Petter Folcker                                 | 1716-1775  |
| (fullmakt 17 april 1776) 1776-1807                      | Olof Ekman                                     | 1733–1807  |
| (fullmakt 15 januari 1796 och 8 januari 1798) 1807-1811 | Per Adolf Ekorn                                | 1758-1819  |
| (fullmakt 21 februari 1812) 1812-1838                   | Zacharias Dahl                                 | 1765-1842  |

## Förhållandena i lappmarkerna
Ansvaret för Västerbottens lappmarkers domsaga delades mellan Västerbottens norra kontrakts domsaga och Västerbottens södra kontrakts domsaga vid bildandet av dessa den 18 december 1680, men domhavande i lappmarkerna var inte häradshövdingarna i respektive kontrakt utan en gemensam extra ordinarie domhavande, med titeln justitiarie. 1720 överfördes de södra delarna av Västerbottens lappmark till häradshövdingen i det södra kontraktets domsaga, men de delarna i norra kontraktets domsaga kvarstod under justitiariens förvaltning. 1742 avslutades detta förhållande då justitiarieposten avskaffades och Västerbottens lappmarker helt tillhörde de två domsagorna.

### Justitiarier
| Ämbetstid                            | Namn                 | Levnadstid |
| ------------------------------------ | -------------------- | ---------- |
| 1680-1697                            | Lars Jakobsson Grubb |            |
| (fullmakt 3 februari 1698) 1698-1714 | Markus Bostadius     |            |
| (fullmakt 22 juni 1714) 1714-1742    | Carl Sadelin         |            |